# English Electric

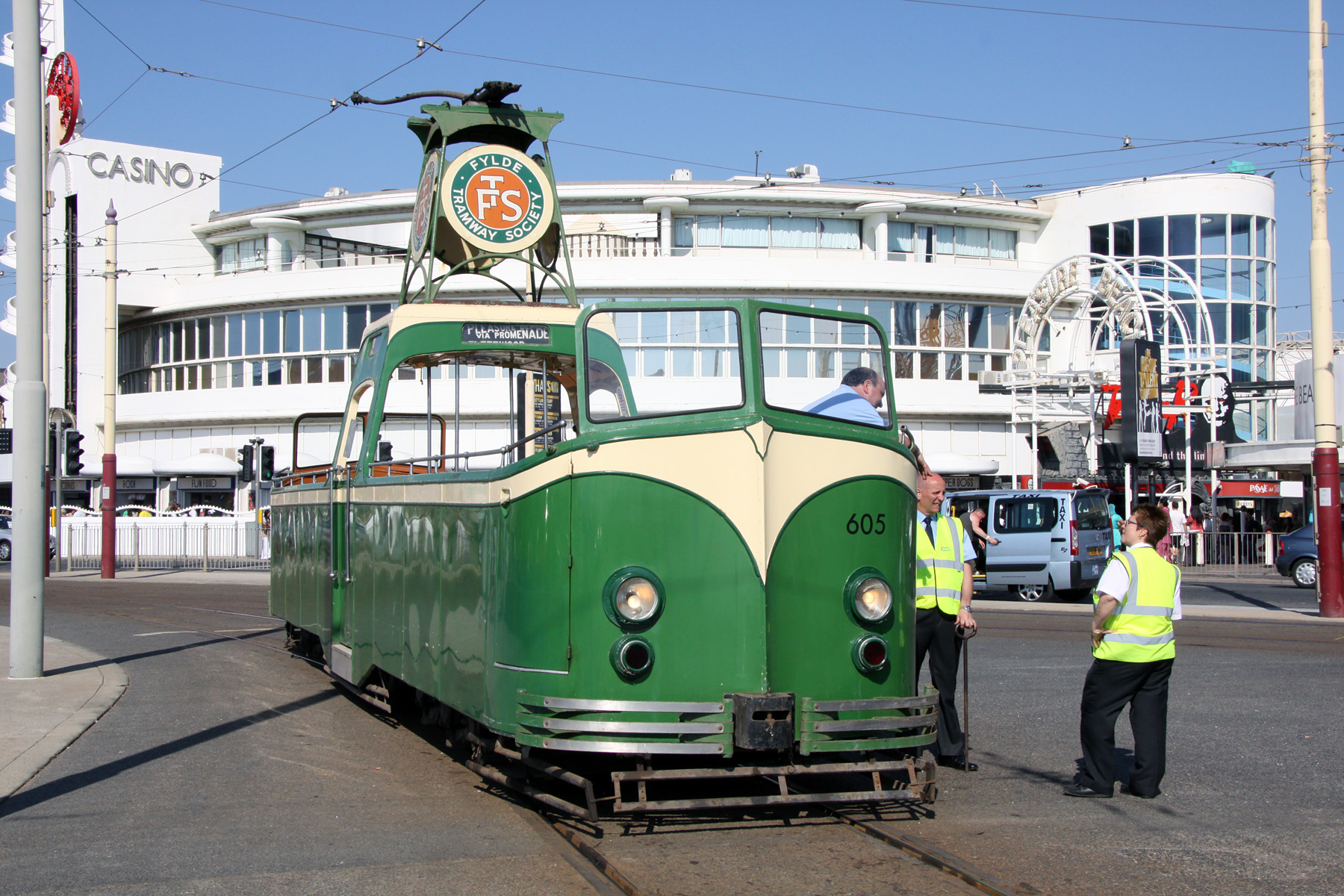
English Electric tramstel

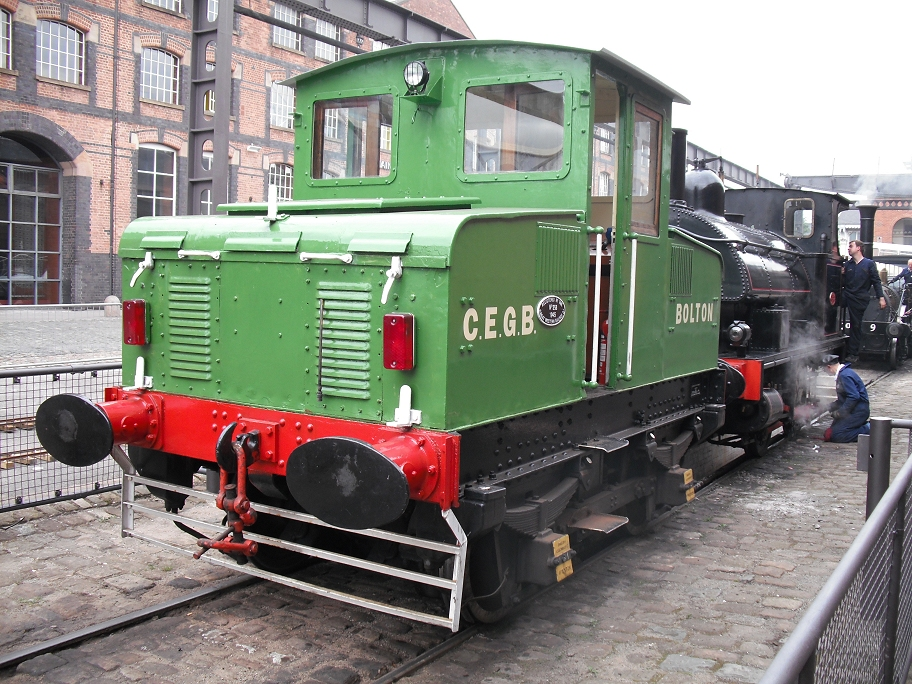
English Electric locomotief

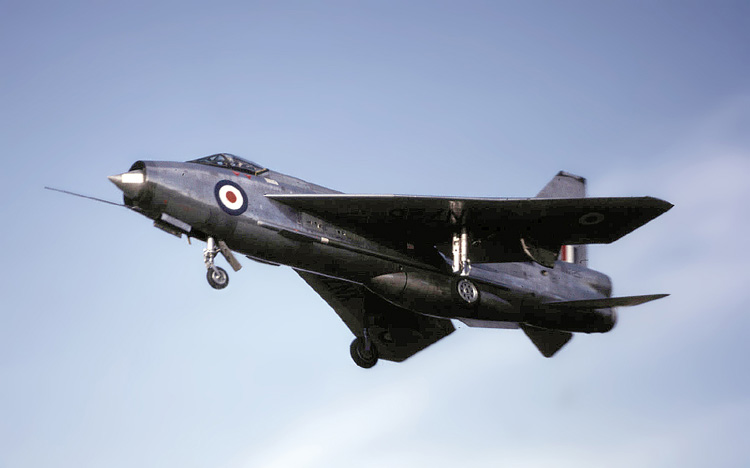
English Electric Lightning, 1964

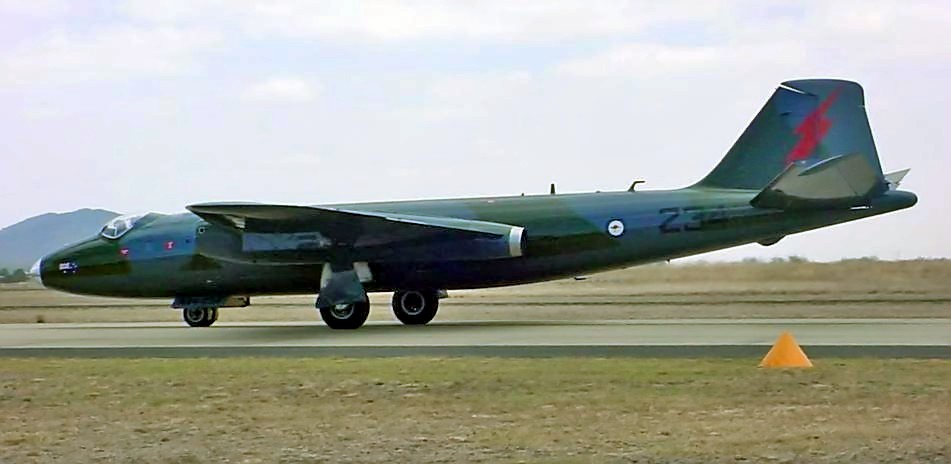
English Electric Canberra

English Electric (EE) was een Brits industriebedrijf dat van 1918 tot 1968 bestond. English Electric begon met het produceren van elektromotoren en transformatoren maar ging later ook spoorweglocomotieven, tractie-uitrusting, stoomturbines, consumentenelektronica, geleide raketten, vliegtuigen en computers bouwen.
Het bedrijf groeide uit tot een van de grootste elektrische machinebouwers van het Verenigd Koninkrijk. In 1961 was het een gigant met 22 divisies en 84.200 werknemers. In 1968 werd English Electric overgenomen door de Britse General Electric Company.

## Geschiedenis
In 1899 werd Messrs. Willans & Robinson's Victoria Works opgericht dat voornamelijk stoommachines maakte om elektrische generatoren aan te drijven. Het werd in 1916 overgenomen door Dick, Kerr & Company die locomotieven en trams bouwde. Een jaar later nam die laatste ook de United Electric Car Company over, die eveneens trams bouwde.
De English Electric Company, Limited werd in 1918 opgericht. In de volgende maanden nam het Dick, Kerr & Company over, alsook motoren- en vliegbotenbouwer Phoenix Dynamo Manufacturing Company. In 1919 werd ook Siemens Brothers Dynamo Works overgenomen dat elektrische motoren, generatoren, machines, sporen etc. produceerde.
Coventry Ordnance Works werd ook deel van English Electric maar sloot in 1925.
De vliegtuigafdeling werd in 1926 gesloten toen de productie van de Kingston-vliegboot werd stopgezet. Eind jaren twintig stond English Electric er financieel slecht voor en werd het met Amerikaanse investeringen gereorganiseerd. In de jaren dertig leverde het bedrijf het materieel voor de elektrificatie van de spoorlijnen van Southern Railway waardoor English Electric een sterke positie kreeg in tractiesystemen.
Met de Tweede Wereldoorlog in het verschiet kreeg English Electric de opdracht een fabriek te bouwen en er Handley Page Hampden-bommenwerpers te produceren. De eerste daarvan vloog op 22 februari 1940 en tegen 1942 had English Electric zo'n 770 toestellen afgeleverd; meer de helft van het totaal. Vervolgens werden de fabrieken omgebouwd om zware Handley Page Halifax-bommenwerpers te produceren; tegen 1945 meer dan 2000 stuks. Tegen het einde van de oorlog heeft English Electric ook nog ruim 1300 de Havilland Vampire-gevechtsvliegtuigen gebouwd.
In 1942 nam English Electric ook vliegtuigmotorenbouwer Napier & Son over waardoor het opnieuw in de vliegtuigindustrie stapte.
Na de oorlog investeerde het bedrijf fors in haar vliegtuigafdeling wat leidde tot twee vermaarde vliegtuigen: de English Electric Lightning-onderscheppingsjager en de English Electric Canberra-bommenwerper. Een aantal van deze toestellen doen nog steeds dienst bij verschillende luchtmachten en hebben tot in de 21ste eeuw bij de Britse luchtmacht gevlogen.
In 1946 nam English Electric de Marconi Company over en stapte zo in de markt van de consumentenelektronica. In 1953 begon het bedrijf televisietoestellen te maken. In 1955 werden Vulcan Foundry en Robert Stephenson and Hawthorns overgenomen, die locomotieven bouwde. English Electric werd dat jaar ook betrokken bij het Britse kernwapenprogramma.
In 1958 werd de vliegtuigdivisie een aparte dochteronderneming als English Electric Aviation Ltd., die in 1960 mee aan de wieg van de British Aircraft Corporation stond. In dat laatste jaar probeerde English Electric ook concurrent General Electric Company over te nemen maar dat mislukte. GEC zou acht jaar later English Electric overnemen. Nog in 1958 werd de joint venture Associated Transistors opgezet met Automatic Telephone and Electric Company en Ericsson Telephones voor de productie van transistors op grotere schaal.
In 1961 nam English Electric W. H. Dorman and Company over, dat trein- en scheepsmotoren bouwde. Een jaar later werden alle spoorwegactiviteiten ondergebracht in de divisie English Electric Traction. Nog een jaar later werden alle dieselmotoractiviteiten samengebracht in English Electric Diesel Engines. De divisie geleide raketten werd in dat laatste jaar ook toegevoegd aan BAC.
In 1968 deed concurrent Plessey Company een bod op English Electric, maar het bedrijf werd binnengehaald door de General Electric Company. Dat gebeurde in een periode dat de zware elektrische industrie in het Verenigd Koninkrijk gerationaliseerd werd. Samen hadden English Electric en GAC zowat de helft van de markt in turbogeneratoren in handen.

### Tijdlijn
‎{{
}}